# Godmanella
Godmanella is een geslacht van rechtvleugeligen uit de familie sabelsprinkhanen (Tettigoniidae). De wetenschappelijke naam van dit geslacht is voor het eerst geldig gepubliceerd in 1897 door Saussure & Pictet.

## Soorten
Het geslacht Godmanella  is monotypisch en omvat slechts de volgende soort:
- Godmanella vaginalis (Saussure & Pictet, 1897)